# 中国2010年上海世界博览会汉堡案例馆
中国2010年上海世界博览会城市最佳实践区汉堡案例馆（又称汉堡之家，Hamburg House）是2010年上海世博会的一个展馆，位于城市最佳实践区的北部。汉堡案例馆的名称为“新耐久性建筑项目”。

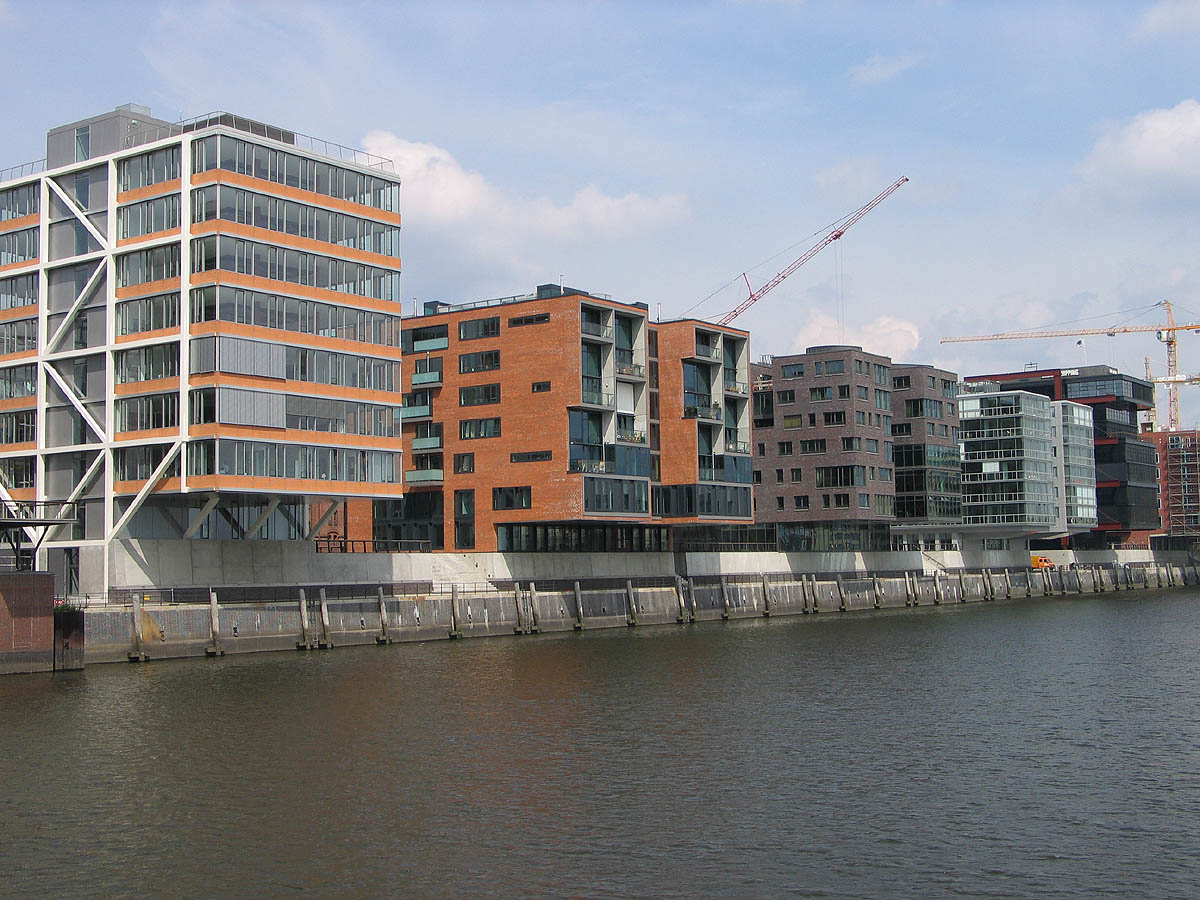
汉堡市“港口城”项目

汉堡案例馆是幢高约18米的红砖建筑，其原型是德国汉堡市的“港口城”（HafenCity）项目中一幢名为H2O的建筑，该项目也是欧洲最大的城区重建项目之一。汉案例能耗极低，每年每平方米消耗能量约50千瓦，相当于普通办公楼能耗的四分之一。建筑内没有空调与暖气，而是采用地热泵进行取暖、制冷。建筑内的电能则都是采用太阳能，感应式开关的使用也防止了能量的浪费。同时，建筑的密封性也相当地好，进一步降低了能耗。另外，建筑中还包括了具有热回收功能的通风系统、混凝土核恒温调节装置、节水配件等各种节能装置。
在展馆内还会有一颗“愿望树”贯穿于建筑的各个楼层，以此作为一个新型参观引导系统来引导游客。游客首先会在地下一层的“愿望之屋”看到汉堡市民的面孔在诉说他们对未来生活的愿望，而在游览过程最后的“笑声堂”中则会看到汉堡市民面孔已笑容满面，以此来表示他们的愿望已经实现。